# Roelof Zegering Hadders

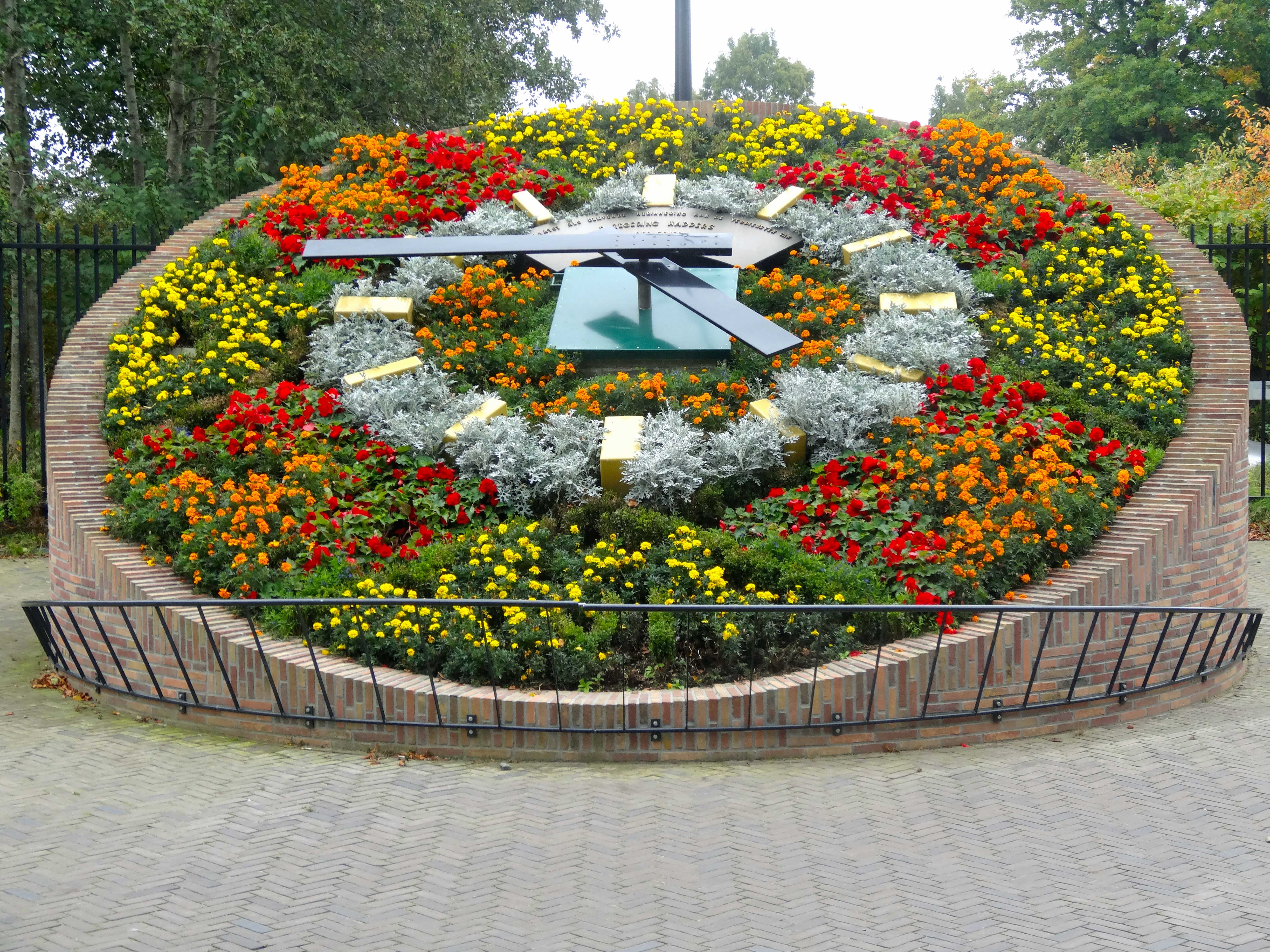
Bloemenklok, monument voor Zegering Hadders

Roelof Zegering Hadders (Emmen, 25 juni 1912 - aldaar, 27 juli 1991) was een Nederlands liberaal politicus. Hij vertegenwoordigde achtereenvolgens de Liberale Staatspartij (LSP), de Partij van de Vrijheid (PvdV) en de Volkspartij voor Vrijheid en Democratie (VVD).
Zegering Hadders werd in 1912 in Emmen geboren als Roelof Hadders, zoon van de vervener Jan Hadders (1873-1929) en Wubbina Roliena Zegering (1873-1933). Bij Koninklijk Besluit van 2 februari 1935 werd zijn achternaam gewijzigd in Zegering Hadders om die familienaam van moederskant te behouden. Zijn vader was eigenaar van een landontginnings- en verveningsbedrijf in Drenthe. Over dit bedrijf had Zegering Hadders de leiding van 1933 tot 1942.
Verder was hij tot 1 september 1941 lid van de Provinciale Staten van Drenthe en ook lid van de gemeenteraad van Emmen. Van 5 september 1939 tot 5 september 1978 was hij wethouder van onder meer financiën, onderwijs, sport en cultuur. Hij bezocht in deze functie alle scholen in Emmen elk jaar. Meteen na de bevrijding van Emmen in de Tweede Wereldoorlog werd hij waarnemend burgemeester van de gemeente Emmen, van april 1945 tot juli 1946.
Hij zat na de oorlog ook nog opnieuw in de gemeenteraad van Emmen en wel tot 5 september 1978, al die tijd was hij wethouder. Verder was hij lid van de Eerste Kamer voor de PvdV van 1946 tot 1948, en daarna lid van de Tweede Kamer, voor de VVD van 1948 tot 10 mei 1971. In die periode is hij ook vice-fractievoorzitter voor de VVD geweest.
Tijdens zijn Kamerlidmaatschap beweerde Hendrik Koekoek (Boerenpartij), bijgenaamd 'Boer Koekoek', dat voormalige NSB'ers in diverse politieke partijen functies bekleedden, maar hij kon die bewering niet hard maken. Deze aanvallen bereikten een dieptepunt toen hij Zegering Hadders beschuldigde in de Tweede Wereldoorlog Engelse piloten te hebben verraden. De Kamer nam op 12 oktober 1966 een motie aan (met 109 tegen 2 stemmen), waarin Koekoek werd verboden deze uitspraken in de Kamer te herhalen.
In het centrum van Emmen wandelde Zegering Hadders op 'eigen erf', dat ooit familiebezit was. Hij schonk na zijn aftreden zijn kapitale villa (in het laatste oorlogsjaar bezet door de Duitse bevelhebber Friedrich Christiansen) met 2 hectare land in hartje Emmen aan de gemeente.
Zegering Hadders was getrouwd met Margien Hadders (1915-2003). Samen kregen ze een zoon (Jan Zegering Hadders) en een dochter.
Zegering Hadders had verder allerlei nevenfuncties en was een filantroop. Ooit was hij zeer vermogend, maar omdat hij bijna zijn gehele vermogen aan arme mensen gaf en investeerde in nieuwe bedrijven, belandde hij aan het eind van zijn leven in financiële moeilijkheden.

## Bijzonderheden
- Op het Marktplein in Emmen bevindt sinds de jaren tachtig een monument voor Zegering Hadders: Een klok omringd door bloemen. Deze klok is in 2015 verplaatst naar de "voortuin" van de villa waar Zegering Hadders woonde.
- Roelof Zegering Hadders is de naam van een van de Spurt treinen van Arriva op de Vechtdallijnen.

- Biografisch Portaal: 82779529
- Parlement.com: vg09lldkizvz